# Mandy Muse
 (mai 2020).
Si vous disposez d'ouvrages ou d'articles de référence ou si vous connaissez des sites web de qualité traitant du thème abordé ici, merci de compléter l'article en donnant les références utiles à sa vérifiabilité et en les liant à la section « Notes et références ».
Mandy Muse, née le 18 octobre 1994 à San Diego (Californie) est une actrice pornographique américaine.

## Biographie
Mandy Muse est née à San Diego le 18 octobre 1994. Elle a grandi à Lake Forest dans le comté d'Orange, en Californie.
Elle a perdu sa virginité dès l'âge de 12 ans et a connu son premier sexe à trois entre 14 et 15 ans et a eu des relations sexuelles avec une autre fille dès l'âge de 17 ans.
Avant de se présenter devant les caméras, Mandy travaillait dans la restauration rapide chez Sonics. Sa carrière dans le divertissement pour adultes a commencé après un plan à trois avec deux marines américains. Au milieu de l'action, un marin a demandé si elle voudrait apparaître dans une scène avec lui et elle a accepté. Sa scène amateur s'est rapidement propagée sur Internet avec l'aide de ses amis proches. Elle fut rapidement contactée via Facebook par un agent qui lui a proposé un travail de mannequin nue.
Elle fait ses débuts en 2014 et a depuis travaillé pour des entreprises telles que Brazzers, Team Skeet, Reality Kings, Bang Bros, Wicked Pictures, West Coast Productions ou bien encore Blacked.com.
Elle aime collectionner les cartes Pokemon et regarder la série South Park.

## Distinctions

### Récompenses
(non exhaustif)
- 2016 : Spank Bank Awards pour Bondage Artiste of the Year
- 2019 : Spank Bank Awards pour Size Queen
- 2016 : Spank Bank Technical Awards pour Most Flawless Usage of Booty as a Car Washing Device
- 2016 : Spank Bank Technical Awards pour The Main Reason Daisy Dukes Remain So Enchanting
- 2017 : Spank Bank Technical Awards pour Mr. Mackey's Favorite Pornstar, M'Kay
- 2018 : Spank Bank Technical Awards pour Culinary Cum Expert
- 2019 : Spank Bank Technical Awards pour Hardcore Butt Seductress

### Nominations
(non exhaustif)
- 2016 : AVN Award nommée pour Fan Award : Hottest Newcomer
- 2019 : AVN Award nommée pour Best Virtual Reality Sex Scene, Good Clean Fun (2018)
- 2020 : AVN Award nommée pour Fan Award : Most Epic Ass
- 2016 : Spank Bank Awards nommée pour Best Booty
- 2017 : Spank Bank Awards nommée pour Best Booty
- 2017 : Spank Bank Awards nommée pour Best Swallower
- 2017 : Spank Bank Awards nommée pour Most Energetic Fuck Bunny
- 2018 : Spank Bank Awards nommée pour Bionic Butthole
- 2018 : Spank Bank Awards nommée pour Most Underrated Slut
- 2019 : Spank Bank Awards nommée pour Amazing Anal Artist of the Year
- 2019 : Spank Bank Awards nommée pour BBC Queen of the Year
- 2019 : Spank Bank Awards nommée pour Contessa of Cum
- 2019 : Spank Bank Awards nommée pour Indestructable Butthole
- 2020 : Spank Bank Awards nommée pour Best Swallower
- 2020 : Spank Bank Awards nommée pour Deepest Throat
- 2019 : Uurban X Awards nommée pour Most Amazing Ass
- 2016 : XRCO Awards nommée pour Unsung Siren of the Year

## Filmographie sélective
- 2014 : All Roads Lead to Sex 1
- 2014 : Ass Parade 47
- 2014 : Dark Haired Teen Beauty Gags on Cock and Gets Fucked
- 2014 : Home Alone And Down To Bone
- 2014 : Jacuzzi Booty
- 2014 : Trans X-Perience 1
- 2014 : 5 On 1 Manuel Ferrara's Reverse Gangbang
- 2015 : Pounding Mandy's Sweet Butthole
- 2015 : TS Pussy Hunters 38723
- 2015 : Young Big Butt Anal
- 2015 : Mandy's Anal Amusement
- 2016 : Don't Tell Dad
- 2016 : Mandy Muse Puts On A Show
- 2016 : Stroke Suck and Sperm
- 2016 : Teens Like It Rough 3
- 2017 : Big Booty Babe Mandy Live
- 2017 : Cum For Me Daddy 4
- 2017 : Bubble Butt Creampies 2
- 2017 : Slamming Mandy Muse's Perfect Asshole
- 2017 : Designated Ass Fucking Friend
- 2017 : Girls Who Squat
- 2017 : Step Siblings' Secret
- 2018 : Amusing Anal With Mandy Muse
- 2018 : Big Ass Rubdown
- 2018 : Hardcore Blowjob with Layla Price Mandy Muse and Logan Long
- 2018 : Mom and Sister's Juicy Asses
- 2018 : My Tight Pussy Needs A Workout
- 2018 : Neighbor Affair 24957
- 2018 : Oiled Up 5
- 2018 : Free My Ass And The Pleasure Will Follow
- 2018 : Ho In The China Shop
- 2019 : Deep Throat League 6
- 2019 : Dredd's Big Booties
- 2019 : Mandy Muse
- 2019 : Mandy Muse's Anal Musing
- 2020 : Bubble Butt Anal Slut 6
- 2020 : Take My Anal Virginity 6
- 2021 : My Daughter's Hot Friend 4
- 2022 : Twisted Threesome Tales
- 2022 : Gym 31079
- 2022 : Cheeky 10
- 2023 : Blindfold Suction Dildo and Threesome Swap